# Romuald Królak
Romuald Królak (ur. 18 marca 1932 w Brześciu, zm. 13 lipca 2011 w Warszawie) – generał brygady ludowego Wojska Polskiego.

## Życiorys
W 1941 ewakuowany w głąb ZSRR, w 1945 wrócił z rodziną do kraju, po czym ukończył gdańskie liceum ogólnokształcące. Elew Oficerskiej Szkoły Piechoty we Wrocławiu, 1952 mianowany podporucznikiem i wyznaczony na stanowisko szefem  kadr batalionu. Absolwent Akademii Sztabu Generalnego WP (1957). Pełnił wiele funkcji w jednostkach WP stacjonujących na Mazurach, m.in. szef sztabu szkolnego pułku czołgów w Giżycku, a od 1963 służył w Gdańsku m.in. jako szef sztabu 35 pułku desantowego. W latach 1967–1971 dowódca 8 pułku czołgów w Żaganiu, a 1971-1974 zastępca dowódcy 11 Dywizji Pancernej w Żaganiu. W 1975-1979 dowódca 4 Pomorskiej Dywizji Zmechanizowanej w Krośnie Odrzańskim. Jesienią 1978 Rada Państwa PRL nadała mu stopień generała brygady, nominację wręczył w Belwederze przewodniczący Rady Państwa PRL prof. Henryk Jabłoński. W latach 1979–1985 szef Zarządu Szkolenia Bojowego i zastępca szefa Głównego Zarządu Szkolenia Bojowego WP (gen. Wojciecha Barańskiego). W 1986 został zwolniony z zawodowej służby wojskowej ze względu na zły stan zdrowia, pożegnany przez ministra obrony narodowej gen. armii Floriana Siwickiego i przeniesiony w stan spoczynku. W 1996 należał do grupy generałów - współzałożycieli Klubu Generałów WP.
Pochowany 20 lipca 2011 w grobie urnowym na Cmentarzu Wojskowym na Powązkach w Warszawie (kwat. LII-1-7).

## Odznaczenia
- Krzyż Kawalerski Orderu Odrodzenia Polski
- Złoty Krzyż Zasługi
- Srebrny Krzyż Zasługi
- Złoty Medal „Siły Zbrojne w Służbie Ojczyzny”
- Srebrny Medal Siły Zbrojne w Służbie Ojczyzny
- Złoty Medal „Za zasługi dla obronności kraju”